# Alnus jorullensis
Alnus jorullensis är en björkväxtart som beskrevs av Carl Sigismund Kunth. Alnus jorullensis ingår i släktet alar och familjen björkväxter.
Alnus jorullensis når en höjd av maximal 30 meter.
Arten förekommer i Mexiko från delstaten Durango söderut och fram till Honduras. För förekomsten i Guatemala saknas bekräftelse. Denna al växer i bergstrakter och på högplatå mellan 2800 och 3800 meter över havet. Trädet har lätt att etablera sig i öppna regioner efter att den ursprungliga skogen röjdes. Alnus jorullensis föredrar fuktiga platser nära vattendrag, insjöar och träskmarker. Den ingår även i blandskogar som kännetecknas av regelbundet regnfall samt glest fördelad i öppna skogar på höga höjder tillsammans med ekar, tallar och arter av ädelgransläktet.
För artens trä finns flera olika användningsområden. Det förarbetas bland annat till lådor för grönsaker, till tandstickor, skoblock, plywood och spånskivor. I mindre utsträckning brukas träet som bränsle (bland annat träkol). Bark från Alnus jorullensis används för garvning. Inom skogsjordbruket tillfogar trädet marken kväve. Intill trädet odlas bland annat majs, bönor, kaffebuskar och björnbär.
För beståndet är inga hot kända. Oklart är hur klimatförändringar kommer påverka trädet. IUCN listar Alnus jorullensis som livskraftig (LC).

## Underarter
Arten delas in i följande underarter:
- A. j. jorullensis
- A. j. lutea